# 姚燮
姚燮（1805年—1864年）。字梅伯，号复庄，又号大梅山民、上湖生、某伯、大某山民、复翁、复道人、野桥、东海生、二石生等。浙江镇海（今屬宁波市）人，晚清文学家。

## 生平
清朝嘉庆十年，姚燮出生于镇海县城谢家河塘。
道光二年，迁居于镇海县（今屬宁波市）姚墅岙东岗碶附近下邵姚张村姚家斗（兜）。
道光十四年（1834年），中举人，三次参加会试都不第，从此绝意仕途。

## 文学成就
姚燮博学多才，精通诗词、戏曲，擅写骈文，工于绘画。
姚燮是个多产作家，曾写过一千余首词和一万二千余首诗。姚燮在戏曲研究和《红楼梦》研究上也颇有成就。
姚燮文学成就最大的是他的诗。当时为晚清鸦片战争时期，姚燮亲身经历了英国侵略者和清朝军队在甬东的战役，并用诗歌详细生动地描绘了这场战役，具有历史意义。
他继承和发扬了前代乐府诗的风格，作品具有强烈的现实主义精神。诗词作品的语言趋于平民化，通俗易懂。他的很多文学作品采用了歌谣体的体裁，琅琅上口，具有很强的叙事性和形象性。

## 著作
- 诗集《复庄诗问》
- 诗集《疏影楼词》
- 画谱《纫斋画剩》
- 《疏影楼词》五卷
- 《复庄诗问》二十卷
- 《复庄骈俪文榷》
- 《今乐考证》
- 《玉枢经钥》
- 《復莊今樂府選》